# Alma (Nuevo Brunswick)
Alma es una parroquia canadiense situada en la provincia de Nuevo Brunswick.

## Superficie
Alma tiene una superficie de 222,74 km².

## Demografía
En 2021, tenía 5 habitantes, una densidad poblacional de 0,02 hab./km², y 5 viviendas.